# Bristol (Vermont)
Bristol és una població dels Estats Units a l'estat de Vermont. Segons el cens del 2000 tenia 3.788 habitants.

## Demografia
Segons el cens del 2000, Bristol tenia 3.788 habitants, 1.460 habitatges, i 1.013 famílies. La densitat de població era de 35 habitants per km².
Per edats la població es repartia de la següent manera: un 27,7% tenia menys de 18 anys, un 7% entre 18 i 24, un 30,7% entre 25 i 44, un 23,7% de 45 a 60 i un 10,9% 65 anys o més.
L'edat mediana era de 37 anys. Per cada 100 dones de 18 o més anys hi havia 94,2 homes.
La renda mediana per habitatge era de 43.250 $ i la renda mediana per família de 48.458 $. Els homes tenien una renda mediana de 33.977 $ mentre que les dones 23.602 $. La renda per capita de la població era de 19.345 $. Entorn del 6,9% de les famílies i el 10,4% de la població estaven per davall del llindar de pobresa.